# Комптон, Джойс
Оливия Джойс Комптон (англ. Olivia Joyce Compton; 27 января 1907, Лексингтон, Кентукки — 13 октября 1997, Лос-Анджелес, Калифорния) — американская актриса.
Комптон родилась в Лексингтоне, Кентукки, и имя Элеонора Хант она никогда не носила, как это ошибочно считали раньше. В 1931 году Джойс Комптон появилась в фильме «Хороший спорт» вместе с Хант, и путаница их имён в газетной статье преследовала актрису всю карьеру. После окончания средней школы Комптон некоторое время изучала сценическое мастерство, музыку и танцы в университете Таслы. За красоту и индивидуальность она выиграла конкурс, и провела два месяца в киностудии.
В 1926 году Комптон выиграла рекламную кампанию WAMPAS Baby Stars вместе с такими будущими актрисами, как Мэри Брайан, Долорес Костелло, Джоан Кроуфорд, Долорес дель Рио, Джанет Гейнор и Фэй Рэй. С 1920-е по 1950-е она снималась в основном в фильмах «категории B». Джоймс Комптон играла по большей части комедийные роли и протестовала против стереотипа о «глупой блондинке» .
За всю свою карьеру она снялась более чем в двухсот фильмах, среди которых «Имитация жизни», «Великолепная одержимость», «Ужасная правда», «Роза в сквере Вашингтона», «Они едут ночью», «Рождество в Коннектикуте», «Балалайка», «Милдред Пирс», «Лучшие годы нашей жизни» и «Извините, ошиблись номером».
Джойс Комптон умерла естественной смертью 13 октября 1997 года в возрасте 90 лет. Как набожной христианке, на её надгробии, под датами рождения и смерти, было начертано «христианская актриса». Была похоронена на кладбище Голливуд-Хилс на Голливудских холмах.

## Избранная фильмография
| Год  |   | Русское название        | Оригинальное название       | Роль                 |
| ---- | - | ----------------------- | --------------------------- | -------------------- |
| 1934 | ф | Имитация жизни          | Imitation of Life           | девушка на вечеринке |
| 1936 | ф | Три милые девушки       | Three Smart Girls           | секретарь Джадсона   |
| 1937 | ф | Ужасная правда          | The Awful Truth             | Дикси Белль Ли       |
| 1946 | ф | Лучшие годы нашей жизни | The Best Years of Our Lives | девушка в шляпе      |